# Шпак Віктор Іванович
Шпак Віктор Іванович — Доктор історичних наук. Доктор філософії в галузі економіки. Професор. Професор кафедри журналістики Інституту української філології та літературної творчості ім. Андрія Малишка Національного педагогічного університету ім. М.П. Драгоманова (2007-2016 рр.). Професор кафедри видавничої справи та редагування Інституту журналістики Київського університету імені Бориса Грінченка з 2017 р. Президент Української видавничо-поліграфічної компанії «Експрес-об'ява» (м. Київ).  Віцепрезидент, академік-секретар відділення масової комунікації ГО "Національна академія наук вищої освіти України". Заслужений журналіст України. Секретар, член правління Національної спілки журналістів України (2003-2017 рр.). Голова ради Співдружності рекламно-інформаційних видань України (1998). Член Ради Конфедерації журналістських організацій України.

## Біографія
Народився 23 жовтня 1956 у м. Жмеринка Вінницької області. 1979-го року закінчив Київський політехнічний інститут за спеціальністю електричні системи та мережі. Служив в армії. Працював у видавництві «Молодь», комсомольських та партійних органах.
Зі студентських років захоплювався журналістикою, співпрацював з газетами «Молодь України» та «Молода гвардія». 1991-го року очолив інформаційно-комерційне підприємство газети «Вечірній Київ», де під його керівництвом створено газети «Добривечір» та «Фазенда». З 1992 — президент УВПК «Експрес-об'ява». У видавництві народилися, крім інформаційно-рекламної щоденної газети безкоштовних оголошень «Експрес-об'ява», громадсько-політичні видання «Експрес-об'ява для мешканців Радянського р-ну м. Києва» та «Дарниця», журнали «Автоекспрес», «Поєдинок», «Імперія нерухомості», «Репетитор», регіональне видання «Інтерес». 1996 року в «Експрес-об'яві» розпочато видавничу діяльність.
Закінчив аспірантуру Київського славістичного університету. Тема дисертації: «Розвиток видавничої справи в Україні в 1990—2010 рр.».
Тема докторської дисертації: «Мале підприємництво видавничої галузі України (1991—2010 рр.)».
Закінчив докторантуру Міжнародної кадрової академії. Доктор філософії в галузі економіки.
Член Національної спілки журналістів України з 1994 р. З 2003 року секретар НСЖУ.
З 1998 — голова координаційної ради Співдружності рекламно-інформаційних видань України (з 2003 — голова ради Співдружності інформаційних видань України).
З 2017 р. — професор кафедри видавничої справи та редагування Інституту журналістики Київського університету імені Бориса Грінченка.
2021 року отримав звання професора.

## Творчий доробок
Автор багатьох наукових публікацій, в тому числі 110-х друкованих праць.
- Шпак В. І. Видавничий бізнес в умовах української державності : монографія. К.: «Експрес-об'ява», 2015. Висвітлюється історія становлення та розвитку видавничого бізнесу в контексті складової малого підприємництва України та елемента формування демократичних засад суспільства.
- Шпак В. І. Розвиток малого підприємництва в Україні (на прикладі української видавничо-поліграфічної компанії «Експрес-об'ява») : наук.вид. К.: МАУП, 2003. Висвітлює економічні процеси, пов'язані зі становленням та функціонуванням малого бізнесу в Україні.
- Шпак В. І. Видавничий бізнес. Теорія і практика. К.: ТОВ "УПК «ЕксОб», 2010. У навчальному посібнику йдеться про дослідження видавничої справи як складової частини підприємницької діяльності в системі ринкової економіки. Проаналізовано всі етапи видавничої справи та її особливості.
- Шпак В. І. Видавничий бізнес : навчальний посібник.  К.: ТОВ "ВПК «Експрес-Поліграф», 2011. Навчальний посібник для студентів видавничих професій.
- Шпак В.І Розвиток видавничої справи в Україні в 1990—2010  : монографія.  К.: ВКП «Експрес-Поліграф», 2011. Розглядаються основні аспекти формування, становлення та функціонування національної видавничої справи в період трансформації, політичного світогляду. Досліджується її роль і місце у суспільному обігу. Аналізуються умови функціонування книговидавничої справи, засобів масової інформації, як складової інформаційного простору України.
- Бондар Ю. В., Шпак В. І. У боротьбі за футбольний трон. К. : ДП «ІВЦ ДПА України», 2009.
- Шпак В. І., А. Кондорі Ромеро. Міжнародна торгівля : практикум. К. : УВПК «ЕксОб», 2004.
- Шпак В. Книговидання України: фактори розвитку / Інтегровані комунікації : науковий журнал / гол. ред. Г.В. Горбенко, Київський університет імені Бориса Грінченка. Київ, 2016. Випуск 2. 122 с. С. 63–69.
- Національна безпека України у викликах новітньої історії : моногр. / авт.-уклад. В. І. Шпак; кер. авт. кол. С. І. Табачніков. – К. : ДП «Експрес-  об’ява», 2019. – 468 c.
- Словник поліграфічних термінів: книга редактора / укл. В.І. Шпак. К. : ДП «Експрес-об’ява», 2018. 144 с.
- Шпак В. Книговидання України: фактори розвитку / Інтегровані комунікації : науковий журнал // гол. ред. Г.В. Горбенко, Київський університет імені Бориса Грінченка. Київ, 2017. Випуск 4. 88 с. С. 39–44.
- Шпак В. І. Поліграфія: книга редактора : навчальний посібник / В.І. Шпак. К. : ДП «Експрес-об’ява», 2017. 336 с.
- Шпак В. Друковані ЗМІ України: історіографічний аспект /  Український інформаційний простір. Науковий журнал. // Київський національний університет культури і мистецтв. Київ, 2018. Випуск 1. 266 с. С. 113–120.
- Шпак В. І. Управління сучасним видавництвом: книга редактора : навчальний посібник. К. : ДП «Експрес-об’ява», 2018. –  336 с.
- Шпак В. І.  Правидавництво трансформацій // Освіта регіону. 2017. № 1. С.124–126  / Рец. на кн.: Бондар Ю. В. «Перша інформаційна. Правидавництво: зародження та розвиток видавничої справи у процесі суспільно-політичних трансформацій Стародавнього світу»: монографія [за заг. ред. В. В. Різуна]. Київ : ДП «Вид. дім «Персонал», 2016. 560 с. Бібліогр.: с. 515–559. – (Серія «Видавництво трансформацій»).
- Шпак В.І. Історіографія друкованих ЗМІ України // Університет. Науковий історико-філософський журнал. 2017. № 1–2 (54). С. 123–127.
- Шпак В. Мова і бізнес: історичний екскурс // Київський журналіст. VI альманах. К. : Друкарня «Рута», 2017. 224 с. С. 33–42.
- Шпак В. Методологія дослідження історії видавничого підприємництва / Інтегровані комунікації : науковий журнал / гол. ред. Г.В. Горбенко, Київський університет імені Бориса Грінченка. Київ, 2017. Випуск 3. 122 с.

## Громадська діяльність
Член Національної спілки журналістів України з 1994 р. Секретар Національної спілки журналістів України з 2003 року. Перший заступник голови правління Київської організації Національної спілки журналістів України з 2007 року.
Академік, віцепрезидент, академік-секретар Відділення масової комунікації Національної академії наук вищої освіти України.
Керіник Департаменту інформаційної політики Міжнародного комітету захисту прав людини.
Член української та міжнародної асоціацій спортивних журналістів.
Учасник міжнародних семінарів, круглих столів, науково-практичних конференцій.

## Нагороди, відзнаки
- Медаль «В пам'ять 1500-річчя Києва» (Президія Верховної Ради СРСР, 1984),
- Почесне звання «Заслужений журналіст України» (Указ Президента України № 112/97),
- Орден «Христа Спасителя» (Помісна Українська Православна Церква, 2001)
- Медаль «За ефективне управління» (МКА, 2001)
- Орден «За трудові досягнення» IV ступеня (Міжнародний Академічний Рейтинг популярності «Золота Фортуна» № 117, 2006)
- Орден «За патріотизм» ІІ ступеня (Митрополит Київський і всієї України Предстоятель УПЦ Блаженнійший Володимир № 095, 2006)
- Медаль «За заслуги» І ступеня (Федерація футболу м. Києва № 16, 2009)
- «Золота медаль української журналістики» (Національна спілка журналістів України № 399, 2009)
- Орден «За заслуги» ІІІ ступеня (Указ Президента України № 367/2009, 27.05.2009)
- Лауреат Асоціації спортивних журналістів України 2009 р. «Найкраща спортивна книга року» — «У боротьбі за футбольний трон» (автори — Юрій Бондар і Віктор Шпак).
- Лауреат Асоціації спортивних журналістів України 2009 р."Золоте перо"
- Лауреат «Нагороди Ярослава Мудрого» (АН ВО України № 8, 2010)
- Лауреат Державної премії ім. Івана Франка в галузі інформаційної діяльності за найкращу наукову роботу в інформаційній сфері (2013 р.).